# Меги (тропический шторм)
Тропический шторм Меги (англ. Tropical Storm Megi; на Филиппинах как Тропический шторм Агатон)  — слабый,  но смертоносный тропический циклон, который обрушился на Филиппины в апреле 2022 года. Это третья тропическая депрессия и второй тропический шторм сезона тихоокеанских тайфунов 2022 года. 
Меги возник из области конвекции в Филиппинском море, где он медленно двигался на северо-запад в залив Лейте, где оставался почти неподвижным, медленно двигаясь на восток. Шторм Меги дважды выходил на сушу: один раз на острове Каликоан в Гуйуане, а другой в Баси, Самар. Он продолжал двигаться на юго-запад и снова вошел в Филиппинское море, прежде чем рассеяться.
Сильные дожди и шторм привели к тому, что из-за непогоды затонули два корабля. Крупные оползни произошли в деревне Лейте, разрушив около 210 домов. По состоянию на 19 апреля 2022 года Национальный совет Филиппин по снижению риска бедствий и управлению ими (NDRRMC) сообщил о 214 погибших, 132 пропавших без вести и 8 раненых.

## Метеорологическая история
8 апреля около 10,7 ° северной широты и 127,1 ° восточной долготы, примерно в 359 морских милях (665 км; 413 миль) к западу-северо-западу от Палау, возникло тропическое возмущение. Позже в тот же день Японское метеорологическое агентство (JMA) начало отслеживать возмущение как тропическую депрессию. Примерно в то же время Филиппинское управление атмосферных, геофизических и астрономических служб (PAGASA) сообщило, что система превратилась в тропическую депрессию, которую агентство назвало Агатоном. Позже в тот же день PAGASA начала выпускать бюллетени о тропических циклонах (TCB) о шторме.
9 апреля Объединенный центр предупреждения о тайфунах (JTWC) позже выпустил для системы предупреждение о формировании тропических циклонов (TCFA). Широкий низкоуровневый центр циркуляции системы еще больше укрепился, и к 03:00 UTC агентство повысило его статус до тропической депрессии и присвоило ему обозначение 03W.
До и рано утром 10 апреля JMA, JTWC и PAGASA модернизировали систему до тропического шторма, при этом JMA присвоило шторму имя Меги. Хотя условия окружающей среды в целом были благоприятными для развития, система сохраняла свою силу только в течение дня, когда начала взаимодействовать с землёй.
Меги впервые вышла на берег над островом Каликоан, Гуйуан, в 07:30 по тихоокеанскому времени 11 апреля (23:30 UTC, 10 апреля). Слабый направляющий ветер сделал шторм почти неподвижным над заливом Лейте, сохранив скорость ветра 35 узлов (65 км / ч; 40 миль в час) около его центра. Ограниченное развитие привело к понижению рейтинга системы до тропической депрессии JTWC в 21:00 UTC и PAGASA в 08:00 PHT (00:00 UTC) 11 апреля. После нескольких часов медленного движения на северо-запад шторм во второй раз обрушился на берег над Баси, Самар, около 16:00 по тихоокеанскому времени (08:00 UTC). Вскоре после этого JTWC выпустил последнее предупреждение о шторме.
Меги продолжал медленно извиваться в районе Лейте-Самар, движимый противоречивыми пассатами и западными ветрами. Поскольку шторм еще больше усилился под влиянием земли, JMA выпустило свои окончательные рекомендации по шторму в 06:00 UTC 12 апреля. PAGASA также выпустила свой окончательный бюллетень о шторме вскоре после того, как он еще больше ослаб и превратился в область низкого давления. Меги продолжала двигаться на юго-восток и снова вошла в Филиппинское море около 18:00 UTC. JMA продолжало следить за системой, пока последний раз это не было замечено в 06:00 UTC 13 апреля.

## Подготовка
После того, как Меги превратился в тропическую депрессию, PAGASA немедленно начала выпускать предупреждения Сигналом № 1 над Восточным Самаром, Сиаргао, а также островами Букас-Гранде и Динагат. Агентство также начало поднимать предупреждения о сигнале № 2 и расширило круг областей под сигналом № 1 после того, как он перерос в тропический шторм. Занятия и работа в Данао, Себу, были приостановлены еще 10 апреля.
11 апреля занятия в городах Себу, Лапу-Лапу, Мандауэ, Талисай, Каркар и Таклобан были приостановлены. Занятия также были приостановлены во всей провинции Южный Лейте и в некоторых частях Западного негроса. Города Себу и Таклобан также приостановили работу как в государственном, так и в частном секторах и начали эвакуацию жителей у рек и береговой линии. Министерство иностранных дел приостановило работу двух своих консульских учреждений в пострадавших районах. По данным NDRRMC, было упреждающе эвакуировано 33 443 человека.
PLDT и Globe Telecom, филиппинские телекоммуникационные компании, перед штормом подготовили бесплатные станции для звонков и зарядные станции. 12 апреля Министерство социального обеспечения и развития (DSWD) объявило, что подготовило семейные продовольственные наборы на сумму 13,2 миллиона фунтов стерлингов (254 049 долларов США), а также непродовольственные товары на сумму 26,7 миллиона фунтов стерлингов (513 462 доллара США).

## Последствия
Большая часть повреждений Меги была сосредоточена в районе Висайских островов, где шторм продолжался большую часть своего времени. Постоянные проливные дожди, внезапные наводнения и сильные ветры привели к масштабным наводнениям и оползням в двух регионах. Некоторые районы, пострадавшие от Меги, недавно пострадали от тайфуна Рай и только начинали восстанавливаться до удара Меги.
10 апреля сильные волны перевернули судно в Сан-Франциско, Себу, в результате чего оно затонуло, а также перевернуло грузовое судно в Ормоке. Путешественники, направлявшиеся домой на Страстную неделю в Восточных и Центральных Висайях, застряли в портах из-за суровых погодных условий. В общей сложности около 8769 пассажиров застряли в западных регионах Филиппин. Отключения электроэнергии были зарегистрированы в 76 городах и муниципалитетах. Отключения также затронули услуги телекоммуникационных компаний в этом районе. По состоянию на 19 апреля 2022 г. наводнения продолжаются как минимум в 116 районах Висайских островов и Минданао.
NDRRMC сообщил о 2 079 375 пострадавших, 775 846 из которых были вынуждены покинуть свои дома. Агентство также сообщает о 175 погибших, 110 пропавших без вести и 8 раненых по состоянию на 19 апреля 2022 года. По данным на 20 апреля число погибших возросло до 178. В Байбае город сообщил о 101 погибшем, 102 пропавших без вести и 103 раненых, при этом оползень покрыл весь барангай из 210 домовладений грязью. В Пиларе, Абуйог, 26 человек были убиты, 96 ранены, 150 пропали без вести, 80% домов были засыпаны землей. Министерство социального обеспечения и развития Бангсаморо сообщило о не менее 136 000 пострадавших в особой географической зоне Бангсаморо (географически в Котабато).
Ущерб сельскому хозяйству оценивается NDRRMC в 257 млн филиппинских песо, а ущерб инфраструктуре — в 6,95 млн песо. Кроме того, было повреждено 10 402 дома (из них 670 домов полностью разрушены), в результате чего был нанесен дополнительный ущерб в размере 709 500 песо. В общей сложности NDRRMC оценивает ущерб, нанесенный Меги, не менее 265 млн песо (5,09 млн долларов США). По оценкам Министерства сельского хозяйства, ущерб, нанесенный сельскохозяйственному сектору, превышает 1,4 млрд песо. Департамент общественных работ и автомобильных дорог также сообщает о более высоком ущербе инфраструктуре; оценивается примерно в 145 млн песо, на общую сумму 1,55 млрд песо (29,7 песо долларов США) в качестве ущерба.

## Реакция
К 12 апреля местные органы власти начали поиски выживших в районах, пострадавших от оползней, но им мешали суровые погодные условия и неустойчивый грунт. Филиппинский Красный Крест также начал поисково-спасательные операции в пострадавших от оползней районах Лейте. Выжившие после оползней также начали спасать остатки своих домов. 16 областей объявили состояние бедствия, включая всю провинцию Давао-де-Оро.
Шторм оказал влияние в период кампании по всеобщим выборам на Филиппинах 2022 года, когда резолюция, принятая Комиссией по выборам (COMELEC), запрещала выделение и расходование государственных средств для любого государственного органа или государственного должностного лица, ограничивая операции по оказанию помощи и помощь, которые могут быть предоставлены немедленно без необходимости подачи апелляции. В телеинтервью комиссар COMELEC Джордж Гарсия сказал, что петиции из районов, пострадавших от Меги, будут рассмотрены в ускоренном порядке. Канцелярия вице-президента при кандидате в президенты Лени Робредо, которая была освобождена от запрета, начала координировать свои действия с местными органами власти и 11 апреля направила помощь пострадавшим общинам.
Распространение пакетов помощи также облегчалось через DSWD, который также был освобожден от запрета, а не через местные органы власти. Муниципалитет Гуйуана объявил о намерении подать апелляцию в COMELEC Кроме того, кандидаты в президенты Бонгбонг Маркос и Мэнни Пакьяо также потребовали исключения из запрета, чтобы оказать помощь пострадавшим районам.
Частные лица и организации также начали собирать пожертвования для пострадавших районов. Волонтерские организации начали операции по оказанию помощи, при этом некоторые сборы пожертвований были размещены в социальных сетях под различными хэштегами. Резервисты также были задействованы для оказания помощи в распределении и подготовке помощи, а также в поисково-спасательных работах.
Президент Родриго Дутерте и сенатор Бонг Го посетили Лейте и Капис 15 апреля, где провели воздушную инспекцию пострадавших от оползня районов и приняли участие в раздаче предметов первой необходимости. Дутерте и Го также посетили провинциальную больницу Западного Лейте, чтобы встретиться с пострадавшими во время урагана. На брифинге для прессы в Байбае Дутерте пообещал предоставить жилье пострадавшим после их переселения, но упомянул, что это будет «долгий-долгий процесс и нелегкий, если только не случится чудо».
Министерство энергетики объявило о 15-дневном замораживании цен на сжиженный нефтяной газ и керосиновые продукты в районах, находящихся в состоянии бедствия, 14 апреля, но специально разрешило откат цен. По состоянию на 19 апреля 2022 года NDRRMC сообщает, что пострадавшим семьям были розданы предметы помощи и помощи на сумму 62,6 миллиона фунтов стерлингов (1,2 миллиона долларов США).